# Лятавский, Анатолий Васильевич
Анатолий Васильевич Лятавский — советский хозяйственный, государственный и политический деятель, Герой Социалистического Труда.

## Биография
Родился в 1915 году в селе Гули. Член КПСС.
С 1934 года — на хозяйственной, общественной и политической работе. В 1934—1985 гг. — крестьянин, студент техникума, агроном, участник Великой Отечественной войны, старшина, командир взвода роты противотанковых ружей 173-го стрелкового полка 90-й стрелковой дивизии, директор совхоза «Пасечное» Остропольского/Старосинявского/Староконстантиновского/Старосинявского района Каменец-Подольской/Хмельницкой области Украинской ССР.
Указом Президиума Верховного Совета СССР от 22 марта 1966 года присвоено звание Героя Социалистического Труда с вручением ордена Ленина и золотой медали «Серп и Молот».
Умер в Пасечной в 1995 году.